# دونالد أ. ريتشي
دونالد أ. ريتشي (بالإنجليزية: Donald A. Ritchie)‏ هو مؤرخ أمريكي، ولد في 23 ديسمبر 1945.